# Kent Beck
Pour les articles homonymes, voir Beck.
Kent Beck est un informaticien américain né le 31 mars 1961[réf. nécessaire].
Il est l'inventeur du concept d'extreme programming (XP) et l'auteur des livres de référence sur la méthode (cf. Publications). Il a contribué à la popularisation du développement piloté par les tests en en faisant une pratique technique importante de l'extreme programming.
En 1996, il a publié « Smalltalk Best Practices Patterns », un inventaire des patrons de réusinage de code en Smalltalk.
En 1996, alors qu'il mène d’un projet à DaimlerChrysler, Beck construit une méthode de développement informatique en assemblant plusieurs patrons techniques et organisationnels. La méthode XP naît officiellement en octobre 1999 avec la publication de « Extreme Programming Explained ».
Il a écrit en Smalltalk le canevas de test unitaire SUnit qui initie la série des canevas XUnit. Avec Erich Gamma, il a créé le canevas JUnit.
Signataire de l’Agile Manifesto en 2001.

## Méthode de Kent Beck
Kent Beck a expliqué comment émergeaient les « bonnes pratiques : « La recette est simple. Il faut analyser les projets performants et identifier les facteurs déterminants. Isoler et tester ces pratiques puis les « pousser à l’extrême » et faire le bilan. Enfin les généraliser en communiquant sur leurs avantages et en les déployant. »[réf. nécessaire]

## Publications
- (en) Kent Beck, Smalltalk Best Practices Patterns, Prentice Hall, 1996, 1re éd., 240 p. (ISBN 978-0-13-476904-2)
- (en) Kent Beck, Extreme Programming Explained : Embrace Change, Addison Wesley, 1999, 1re éd., 224 p. (ISBN 978-0-201-61641-5, lire en ligne)
- (en) Kent Beck et Martin Fowler, Planning Extreme Programming, Addison-Wesley, 2000, 1re éd., 260 p. (ISBN 978-0-201-71091-5, lire en ligne)
- (en) Kent Beck, Test Driven Development : By Example, Addison-Wesley Professional, 2002, 1re éd., 240 p. (ISBN 978-0-321-14653-3, lire en ligne)
- (en) Kent Beck, Extreme Programming Explained : Embrace Change, Addison Wesley, 2005, 2e éd., 189 p. (ISBN 0-321-27865-8)